# إيرين نيميروفسكي
إيرين نيميروفسكي (بالفرنسية: Irène Némirovsky)، هي كاتبة و روائية روسية من أصول أوكرانية تكتب باللغة الفرنسية ولدت يوم 24 من فبراير 1903 بكييف . و توفيت يوم 17 غشت 1942 بأوشفيتز.
تتميز إيرين نيميروفسكي بكونها الكاتبة الوحيدة التي توجت بجائزة جائزة رينودو الأدبية بعد مماتها سنة 2004 بفضل روايتها (سويت فراسيز Suite française).

## سيرتها

### طفولتها
ولدت إيرينا في كييف,أوكرانيا , ابنة ليونيد بوريسوفيتش نيميروفسكي رجل بنك غني يهودي (1868-1932) و أمها فاني نيميروفسكي (1887-1989) . هاته الأخيرة لم تكن قط مهتمة بإبنتها فقد تربت إيرينا على يد مربيتين الأولى فرنسا و إسمها روز و الثانية إنجلترا و أسمها ماتيوز. لذلك فقد كانت إيرينا تتكلم إلى جانب اللغة الروسية كل من اللغتين الإنجليزية و الفرنسية.
عاشت عائلتها في أوكرانيا ثم إنتقلت إلى الإمبراطورية الروسية سنة 1914 بسبب البورغوم ضد اليهود الذي إنطلق ما بين 18 و 20 أكتوبرسنة 1905 و عاود الظهور سنة 1912 , لكن سنة 1918 و بعد انطلاق الثورة الروسية إضطرت العائلة لترك الأراضي الروسية و الهجرة إلى فنلندا حيث مكتت لسنة واحدة لتنتقل إلى فرنسا سنة 1919.
في يوليوز 1919 وصلت العائلة إلى فرنسا بعد إقامة قصيرة في ستوكهولم بالسويد . وبعد العبور على متن القارب حتى روان ,إستقرت بباريس و في هذه الفترة كانت المربية ميس ماتتيوز هي التي تتكلف بتربيتها و تعليمها حيث حصلت على شهادة البكلوريا سنة 1921.

### أولى رواياتها، الدراسة و الزواج
بدأت إيرين بالكتابة بالفرنسية منذ سن 18 , حيث نشرت أول نص لها بعنوان (نونوش شي ليكسترالوسيد Nonoche chez l’extralucide) في جريدة فانتازيو Fantasio عدد غشت 1921 , بعد ذلك بسنتين كتبت إيرين أول قصة لها لونفون جينيال L'Enfant génial التي نشرت سنة 1927.
و في سنة 1926 إلتقت إيرين نيميروفسكي ب ميشيل إبستين، و هو مهندس روسي هاجر إلى فرنسا و عمل في البنك، ثم تزوجا في 31 يوليوز من نفس السنة و رزقا بفتاتين دينيس المولودة سنة 1929 و إليزابيث سنة 1937.
نشرت إيرينا سنة 1929 روايتها دافيد جولدر David Golder, التي تحكي قصة رجل بنك يهودي غير قادر على إسعاد إبنته التي تعاني من اضطرابات. هذه الرواية لقت نجاحا باهرا حيث أتخدت كقصة مرجعية للعديد من المسرحيات و الأفلام السينيمائية، من بينها مسرحية تحمل نفس الاسم من إخراج جوليان ديفيفيي Julien Duvivier ،حيث أدى الممثل هاري بور Harry Baur دور دافيد غولدر.

## روابط خارجية
ْْ* إيرين نيميروفسكي على موقع IMDb (الإنجليزية)
- إيرين نيميروفسكي على موقع ألو سيني (الفرنسية)
- إيرين نيميروفسكي على موقع ميوزك برينز (الإنجليزية)
- إيرين نيميروفسكي على موقع أول موفي (الإنجليزية)
- إيرين نيميروفسكي على موقع ديسكوغز (الإنجليزية)
- إيرين نيميروفسكي على موقع قاعدة بيانات الفيلم (الإنجليزية)
- إيرين نيميروفسكي على موقع كينوبويسك (الروسية)